# Carcelia grisea
Carcelia grisea là một loài ruồi trong họ Tachinidae.